# Herpf
Herpf ist ein Ortsteil der südthüringischen Kreisstadt Meiningen mit 858 Einwohnern (Hauptwohnsitz).

## Geografische Lage
Herpf liegt im Westen des Stadtgebietes in der Vorderrhön im Tal des gleichnamigen Flüsschen Herpf unweit des 751 Meter hohen Gebaberges. Der Ort befindet sich im Biosphärenreservat Rhön. Die Entfernung bis in das Stadtzentrum von Meiningen beträgt in Luftlinie rund sechs Kilometer (Straße = 10 km).

## Geschichte
Im Eichigt gibt es frühgeschichtliche Hügelgräber. 788 wurde Herpf als Heripfe urkundlich erwähnt und ist der älteste Ortsteil von Meiningen. Der Ortsname ist althochdeutschen Ursprungs und lässt sich etymologisch auf die Kompositionsglieder heri (groß, gewaltig) und kelt. affa bzw. norddt. *apa (Fließgewässer) zurückführen. Der Ort wurde im Mittelalter mit Graben, doppelter Mauer und zwei Toren umwehrt. Im Nordwesten lag eine Burg des Landesherrn, sie wurde vermutlich Ende des 15. Jahrhunderts in eine Wehrkirche umgebaut. 1447 wurde diese Kirche erstmals erwähnt. 1497 vereinte man durch Baumaßnahmen den Bergfried der ehemaligen Burg mit dem Langhaus der Kirche. Der jetzige Saalraum entstand 1611 mit zweigeschossigen Emporen.
Nach der Aufteilung der Grafschaft Henneberg im Jahr 1660 gehörte der Ort kurzzeitig bis 1672 zum Amt Wasungen und kam dann an das Amt Maßfeld zurück. Seit 1680 gehörte der Ort zum Herzogtum Sachsen-Meiningen. 1825 wurde Herpf dem Amt Meiningen angegliedert.
Herpf war 1611–1685 von Hexenverfolgungen betroffen: Als erstes Opfer starb Osanna Motz 1611 in der Folterkammer. Insgesamt acht Personen gerieten in Hexenprozesse, mindestens zwei wurden hingerichtet. Von drei Prozessen ist der Ausgang unbekannt.
Die am 1. Januar 1971 erfolgte Eingemeindung von Seeba wurde am 1. August 1996 rückgängig gemacht und Seeba wechselte in die Gemeinde Rhönblick.
Am 11. März 2009 wurde zwischen der Gemeinde Herpf und der Stadt Meiningen ein Eingliederungsvertrag zur Eingemeindung von Herpf nach Meiningen unterzeichnet, die am 1. Dezember 2010 vollzogen wurde.

### Einwohnerentwicklung
Entwicklung der Einwohnerzahl (31. Dezember):
| - 1994: 1050 - 1995: 1078 - 1996: 949 - 1997: 954 - 1998: 977 | - 1999: 978 - 2000: 981 - 2001: 989 - 2002: 991 - 2003: 974 | - 2004: 955 - 2005: 941 - 2006: 924 - 2007: 929 - 2008: 926 | - 2009: 912 - 2012: 913 - 2015: 913 - 2018: 894 - 2022: 863 |

 Datenquelle: Thüringer Landesamt für Statistik, ab 2012 Einwohnermeldeamt Meiningen

## Politik
Der Ortsteilrat von Herpf setzt sich aus sechs Ratsfrauen und Ratsherren zusammen, die alle der Wählergemeinschaft Herpf angehören. Bei der Kommunalwahl am 26. Mai 2019 errang die Wählergemeinschaft mit 3,3 % Stimmenanteil einen Sitz im Stadtrat Meiningen, der von Steffen Huber eingenommen wird.
Herpfer Ortsteilbürgermeister ist Uwe Achtelstetter von der Wählergemeinschaft Herpf. Er wurde bei der Kommunalwahl am 26. Mai 2019 mit 91,6 % Stimmenanteil gewählt. Er löst Petra Jungk ab, die nicht wieder zur Wahl antrat. Petra Jungk wurde vor der Eingemeindung am 27. Juni 2004 als ehrenamtliche Bürgermeisterin gewählt und am 6. Juni 2010 als Ortsteilbürgermeisterin wiedergewählt.

## Kultur und Sehenswürdigkeiten
- Dorfbefestigung
- Kirchenburg[9]

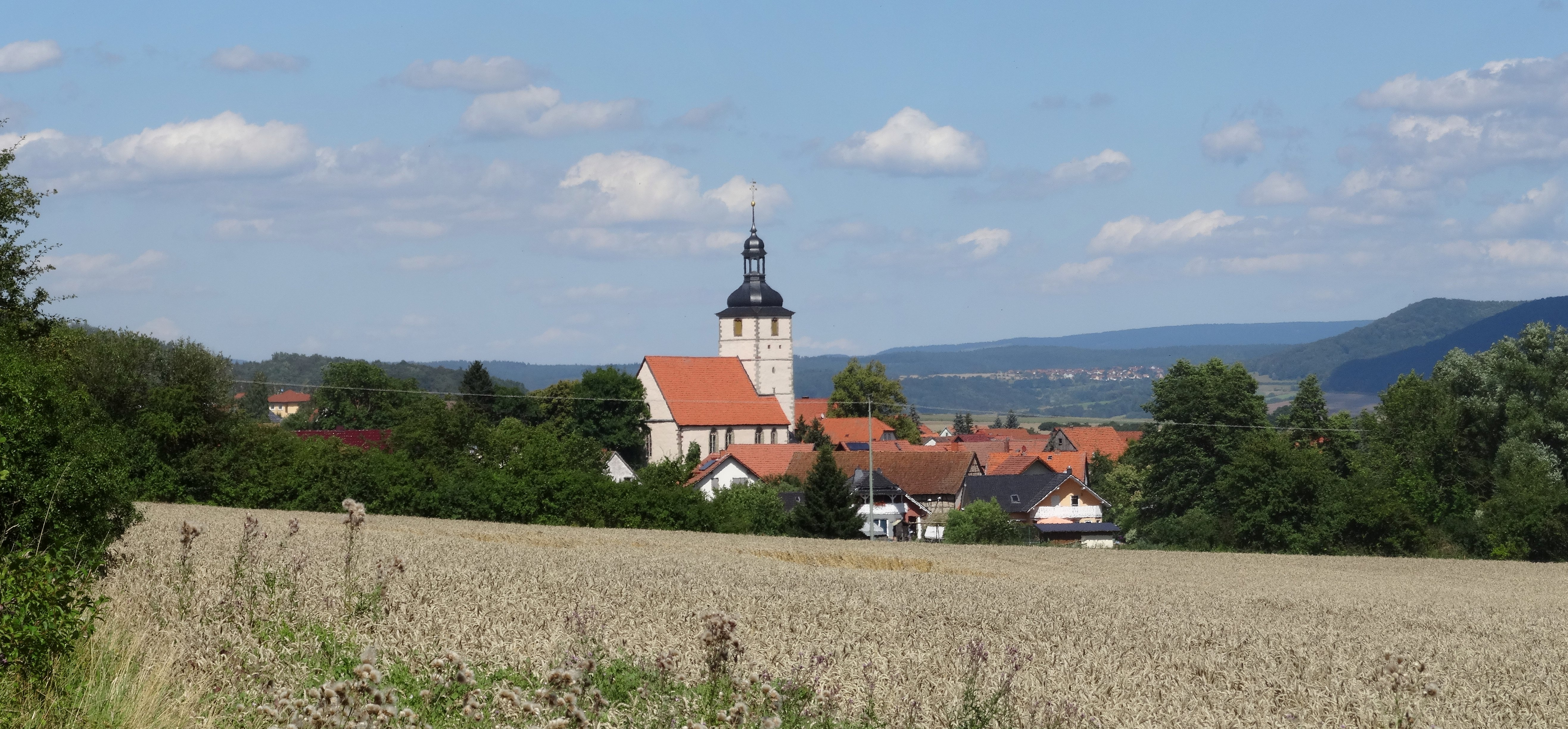
Blick auf Herpf

- Die evangelische Pfarrkirche St. Johannis ist eine Chorturmkirche mit einem rechteckigen Schiff und stammt aus den Jahren 1611–1620, Die Treppentüren wurden bereits 1497 gefertigt. Mit ihrer prächtigen Marmorierung und Vergoldung ist sie ein Beispiel für die Qualität des Bauernbarocks auf dem Lande.
- Im Ortskern befinden sich einige gut erhaltene Fachwerkhäuser, die zum großen Teil restauriert sind.

## Wirtschaft und Infrastruktur

### Verkehr
Durch Herpf führt die vielbefahrene Landesstraße 1124 von Meiningen nach Stepfershausen und Kaltensundheim (weiterführend Richtung Fulda). Im Bundesverkehrswegeplan 2030 ist eine Umgehungsstraße als „Weiterer Bedarf“ im Rahmen der B 87n geplant. Eine weitere Landesstraße ist die L 2621 von Reichenhausen über Herpf und Dreißigacker nach Meiningen.

### Einrichtungen
In Herpf sind eine Grundschule und die Kindertagesstätte Pusteblume ansässig.

## Persönlichkeiten
- Georg Wilhelm Keßler (1782–1846), preußischer Beamter (Regierungspräsident von Arnsberg) und Schriftsteller.
- Dieter Hermann (1941–2022), Leichtathlet und Leichtathletiktrainer